# غوستاف روي
غوستاف روي هو سياسي كندي، ولد في 21 أبريل 1907 في كندا، وتوفي في 5 يناير 1982 في مونت لوريل في كندا. حزبياً، نشط في الحزب الليبرالي الكندي. وقد انتخب عضو مجلس العموم الكندي.